# فرانسيسكو ماريا الأول ديلا روفر
فرانشيسكو ماريا الأول (بالإيطالية: Francesco Maria della Rovere) من أسرة ديلا روفيري (25 مارس 1490 - 20 أكتوبر 1538) كوندوتييرو إيطاليًا، وكان دوق أوربينو من 1508 إلى 1516 ، وبعد أستعادته العرش من لورينزو دي ميديشي دوق أوربينو، من 1521 إلى 1538.

## السيرة الذاتية
وُلِد في سينيغاليا، أبن القائد البابوي وسيد تلك المدينة، جيوفاني ديلا روفيري، امه جيوفانا دا مونتيفيلترو، ابنة فيديريكو دا مونتيفيلترو. وكان أيضًا ابن شقيق البابا يوليوس الثاني. اتصل به عمه غيدوبالدو الأول من أوربينو، الذي كان بلا وريث، في بلاطه، وأطلق عليه اسم وريث تلك الدوقية عام 1504 بشفاعة البابا يوليوس الثاني. في عام 1502 ، خسر ديلا روفر سينيغاليا، التي احتلها تشيزري بورجا أقوى شخصية في أقليم ماركي، تم إنقاذ فرانشيسكو ووالدته من المذبحة التي ارتكبتها قوات بورجيا على يد الجندي أندريا دوريا. عندما توفي غيدوبالدو في عام 1508، أصبح فرانشيسكو ماريا دوق أوربينو. بفضل دعم عمه البابا، تمكنه أيضًا من استعادة سينيغاليا بعد وفاة تشيزري بورجا. في عام 1508 تزوج من إليونورا غونزاغا (1493-1570)، أبنة فرانشيسكو الثاني غونزاغا.
في عام 1509 تم تعيينه في منصب (القائد العام) للولايات البابوية، وبعد ذلك حارب في الحرب الإيطالية 1521-1526 ضد فرارة والبندقية. في عام 1511، بعد أن فشل في غزو بولونيا، امر قواته بقتل الكاردينال فرانشيسكو أليدوس، وهو عمل قاسي تمت مقارنته بأفعال عائلة بورجيا نفسها. في عام 1513 تم تعيينه أيضًا لورد لبيزارو.

الكاردينال فرانشيسكو أليدوس الذي قتل بأمر فرانسيسكو ماريا الأول بعد فشلة في غزو بولونيا ابان الحرب الايطالية

ومع ذلك، فإن وفاة يوليوس الثاني حرمته من راعيه السياسي الرئيسي، وتحت حكم البابا الجديد، ليو العاشر، أعطيت بيزارو لابن أخ الأخير، لورينزو دي ميديشي دوق أوربينو. في عام 1516، تم طرده من أوربينو، والذي حاول دون جدوى استردادها في العام التالي. لم يتمكن من العودة في الدوقية إلا بعد وفاة البابا ليو عام 1521. قاتل ديلا روفيري كقائد عام لجمهورية البندقية في لومباردي خلال الحروب الإيطالية عام 1521، ولكن مع كون البابا الجديد من عائلة ميديشي، البابا كليمنت السابع، تم تهميش ديلا روفيري بشكل متزايد. كذلك بصفته القائد الأعلى للعصبة المقدسة، فإن تقاعسه عن العمل ضد قوات الغزو الإمبراطوري يُدرج عمومًا كأحد أسباب نهب روما (1527).

## وفاتة
مات في بيسارو مسموماً. يقترح بعض العلماء أن «مأساة هاملت أمير الدنمارك»، وهي مسرحية غير معروفة تمت الإشارة إليها في مسرحية وليام شكسبير هاملت، أمير الدنمارك، والتي أعاد هاملت صياغتها لاحقًا إلى مسرحية مصيدة الفئران، ربما كانت إعادة تمثيل لحياة وموت فرانشيسكو ماريا الأول. وربما تم تصويره في مسارح إنجلترا المبكرة خلال العصر الإليزابيثي.